# Тарапото
Тарапото (на испански: Tarapoto) е град в регион Сан Мартин в Северно Перу. Населението му е 74 804 жители (по данни от преброяването от 2017 г.). Основан е през 1782 г. Разполага с университет и летище.